# Abbaye d'Aulne
Abbaye d'Aulne is een Belgisch abdijbier.

## Achtergrond
Abbaye d'Aulne wordt sinds 1954 gebrouwen. Oorspronkelijk werd het gebrouwen in de Brasserie de Dinant. (Volgens sommige bronnen begon het brouwen reeds in 1904, doch dit kan niet worden bevestigd.) De biernaam werd dan soms afgekort tot ADA. In 1977 werd de brouwerij gesloten. De productie van Abbaye d'Aulne werd overgenomen door Brasserie Bavery te Couillet. In 1979 werd deze brouwerij overgenomen door Brouwerij De Smedt uit Opwijk. Nadien werd het bier korte tijd gebrouwen in de Franse plaats Saint-Amand-les-Eaux.
Sinds 2000 wordt het bier gebrouwen in Brasserie du Val de Sambre, gelegen in de Vallée de la Paix, nabij de ruïnes van de abdij van Aulne te Gozée. Dit bier draagt sinds 2005 het label Erkend Belgisch Abdijbier.
Op de etiketten staat een afbeelding van de ruïne van de abdij.

## De bieren
Er bestaan verschillende varianten:
- Ambrée 6°, amberkleurig bier met een alcoholpercentage van 6%
- Blonde 6°, blond bier met een alcoholpercentage van 6%
- Brune 6°, bruin bier met een alcoholpercentage van 6%
- Cuvée Royale 9°, donkerbruin bier met een alcoholpercentage van 9%
- Premier Cru 9°, tripel bier met een alcoholpercentage van 9%

## Onderscheidingen
- Volgens de oude etiketten won Abbaye d'Aulne in 1963 een gouden medaille en in 1964 een "médaille excellence", doch het is niet duidelijk in welke beoordeling deze werden uitgereikt.
- In 1997 won Abbaye d'Aulne Triple Blonde de eerste prijs in de Coupe de Hainaut in de categorie "Bières Belges".
- In 1998 won Abbaye d'Aulne Triple Blonde de eerste prijs in de Coupe de Wallonie in de categorie "Bières Artisanales".